# Andrena subproximana
Andrena subproximana är en biart som beskrevs av Embrik Strand 1913. Andrena subproximana ingår i släktet sandbin, och familjen grävbin. Inga underarter finns listade i Catalogue of Life.